# Walter Burckhardt
Walter Burckhardt (* 2. März 1905 in Zürich; † 29. Oktober 1971 ebenda) war ein Schweizer Dermatologe.

## Leben
Burckhardt studierte von 1924 bis 1928 Medizin an der Universität Zürich und wurde promoviert. Zu seinen Dozenten gehörten die Dermatologen Bruno Bloch und Guido Miescher. Ende der 1930er Jahre löste Burckhardt Max Tièche als Leiter der Städtischen Poliklinik für Haut- und Geschlechtskrankheiten von Zürich ab und wurde 1938 Privatdozent sowie 1947 Titularprofessor an der Universität Zürich. Er interessierte sich besonders für Geschlechtskrankheiten und berufsbedingte Dermatosen (Gewerbedermatologie). Unter seiner Leitung wurde unter anderem Urs Peter Haemmerli (späterer Chefarzt der Medizinischen Klinik am Triemlispital) promoviert.

## Schriften
- Atlas und Praktikum der Dermatologie und Venerologie. 10. Auflage. Urban und Schwarzenberg, München/Berlin/Wien 1972, ISBN 3-541-00530-0 (englische Ausgabe: Burckhardt's Atlas and manual of dermatology and venerology. Herausgeber: Peter J. Lynch, Stephan Epstein. Williams & Wilkins, Baltimore 1977, ISBN 0-683-01134-0; spanische Ausgabe: Atlas y compendio de dermatología y venereología. Übersetzung von Agustín Martínez Muñoz, Vorwort von José A. Sarró Palau. Editorial Labor, Barcelona 1966).